# Vaudreuil-Soulanges (circonscription provinciale)
Pour les articles homonymes, voir Vaudreuil-Soulanges.
Vaudreuil-Soulanges était une circonscription électorale provinciale situé au Québec (Canada). Elle est créée en 1939 et abolie en 1989.

## Histoire
La circonscription est nommée en l'honneur de Philippe de Rigaud de Vaudreuil, seigneur de Vaudreuil, et de Pierre-Jacques Joybert de Soulanges, seigneur de Soulanges. La circonscription de Vaudreuil-Soulanges a été créé en 1939. Elle est issue de l'abolition des circonscriptions de Vaudreuil et de Soulanges. En 1989, la circonscription de Vaudreuil-Soulanges disparaît pour être redivisée selon deux circonscriptions. La circonscription de  Vaudreuil revoit le jour et la nouvelle circonscription de Salaberry-Soulanges, comprenant des parties des circonscriptions de Vaudreuil-Soulanges et de Beauharnois (circonscription provinciale) est créée.

## Territoire
La circonscription électorale de Vaudreuil-Soulanges était située dans la région de la Montérégie. Elle couvrait le territoire actuel de la municipalité régionale de comté de Vaudreuil-Soulanges. Elle s'insérait entre l'île de Montréal et la frontière ontarienne. 

## Liste des députés
| Législature                                             | Années    | Député         | Député                    | Parti           |
| ------------------------------------------------------- | --------- | -------------- | ------------------------- | --------------- |
| Vaudreuil-Soulanges Créée depuis Soulanges et Vaudreuil |           |                |                           |                 |
| 21e                                                     | 1939–1944 |                | Alphide Sabourin          | Libéral         |
| 22e                                                     | 1944–1948 |                | Alphide Sabourin          | Libéral         |
| 23e                                                     | 1948–1952 |                | Joseph-Édouard Jeannotte  | Union nationale |
| 24e                                                     | 1952–1956 |                | Joseph-Édouard Jeannotte  | Union nationale |
| 25e                                                     | 1956–1957 |                | Joseph-Édouard Jeannotte  | Union nationale |
| 25e                                                     | 1957–1960 | Loyola Schmidt |                           | Union nationale |
| 26e                                                     | 1960–1962 |                | Paul Gérin-Lajoie         | Libéral         |
| 27e                                                     | 1962–1966 |                | Paul Gérin-Lajoie         | Libéral         |
| 28e                                                     | 1966–1969 |                | Paul Gérin-Lajoie         | Libéral         |
| 28e                                                     | 1969–1970 |                | Francis-Édouard Belliveau | Union nationale |
| 29e                                                     | 1970–1973 |                | Paul Phaneuf              | Libéral         |
| 30e                                                     | 1973–1976 |                | Paul Phaneuf              | Libéral         |
| 31e                                                     | 1976–1981 |                | Louise Cuerrier           | Parti québécois |
| 32e                                                     | 1981–1985 |                | Daniel Johnson (fils)     | Libéral         |
| 33e                                                     | 1985–1989 |                | Daniel Johnson (fils)     | Libéral         |
| Dissoute dans Salaberry-Soulanges et Vaudreuil          |           |                |                           |                 |

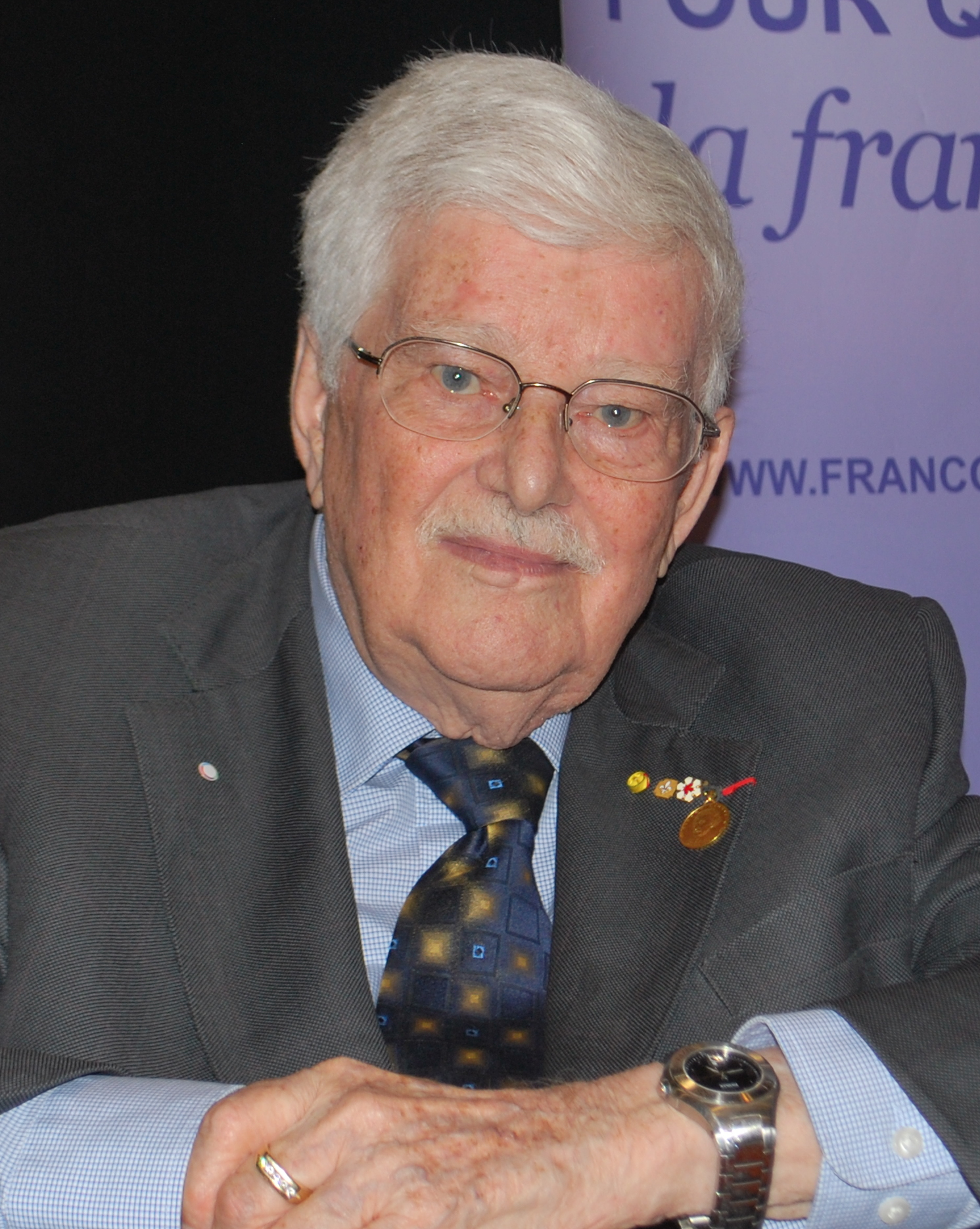
Paul Gérin-Lajoie, ministre de l'éducation de 1964-1966 et Vice-premier ministre du Québec de 1964-1966.
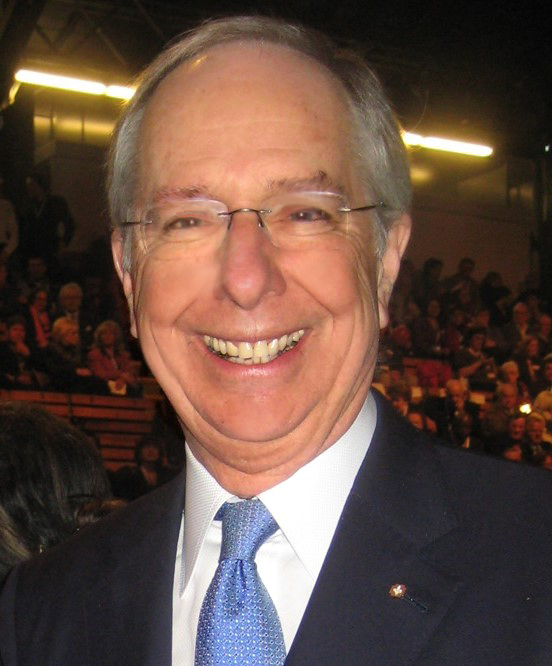
Daniel Johnson fils, député de 1981-1989. Il devient premier ministre du Québec en 1994.

## Référendum
|  | Référendum         | % du OUI | % du NON | Taux de participation |
|  | Référendum de 1980 | 35,82 %  | 64,18 %  | 89,32 %               |